# مقبره سید نعمت‌الله جزائری
مقبرهٔ سید نعمت‌الله جزایری مقبره‌ای است که در شهرستان پلدختر ساخته شده‌است و مربوط ۱۳۰۲ه‍.ق است. این مقبره بر روی قبر سید نعمت‌الله جزایری بنا شده‌است. این مقبره در دهه ۵۰ شمسی توسط یکی از نوادگان سید نعمت‌الله به نام سید طیب موسوی جزایری احیا گردید. قبر و مقبره سید نعمت‌الله جزایری در گلزار شهدای شهرستان پلدختر است و از آن به عنوان یک مکان دیدنی و تاریخی یاد می‌شود.
مقبره سید نعمت‌الله جزائری هر ساله میزبان نوادگان سید نعمت‌الله جزایری و مردم پلدختر می‌باشد. مقبره سید نعمت‌الله جزایری، به‌شکل هشت ضلعی است که هر ضلع آن ۵/۱ متر می‌باشد. ساختمان آن با آجر و گچ ساخته شده‌است و هم چنین ارتفاع گنبد آن۵/۵ متر می‌باشد.
سید نعمت‌الله جزایری در سال ۱۱۱۲ ه‍.ق فوت نموده‌اند.